# アレクサンドル・ブロンニャール

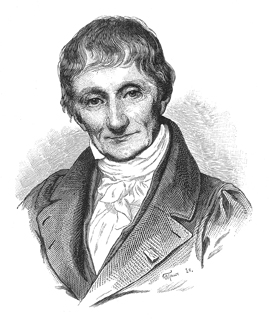
アレキサンドル・ブロンニャール

アレキサンドル・ブロンニャール（Alexandre Brongniart、1770年2月5日 - 1847年10月7日）は、フランスの化学者、鉱物学者、地質学者、動物学者である。

## 生涯
パリに生まれた。父親は建築家のアレクサンドル＝テオドール・ブロンニャール（Alexandre-Théodore Brongniart：1739-1813）である。国立鉱山学校の教師を務めた。1800年のナポレオン執政政府の内務大臣のリュシアン・ボナパルトによって、セーブル国立製陶所の所長に任命された。セーブル国立製陶所で鉱物学や陶磁器の製造に関する化学の知識を学び、経営能力や陶磁器に対する審美眼を評価され、政事体制が大きく変動するなかで、47年間にわたって、製陶所の仕事を続けた。国立陶器博物館（Musée national de Céramique-Sèvres）の創立者でもある。
ジョルジュ・キュヴィエとともにパリ近郊の地質学的研究を行い、爬虫類の分類についても研究し、鉱物学や陶芸技術に関する論文を書いた。三葉虫の広範な研究を行い、地層区分（層序）に関する先駆的な研究も行った。スウェーデン王立科学アカデミーの外国人会員に選ばれた。
息子のアドルフ・ブロンニャールは古植物学の研究を行った植物学者である。

## 著作
- Brongniart, A. 1800. Essai d'une classification naturelle des reptiles. Bull. Soc. Philomath. 2 (36): 89-91.
- Brongniart, Alexandre (January 1854). Traité des arts céramiques, ou des poteries considérées dans leur histoire, leur pratique et leur théorie (2nd ed.). Paris: Béchet jeune.